# Expediția Antarctică Sovietică

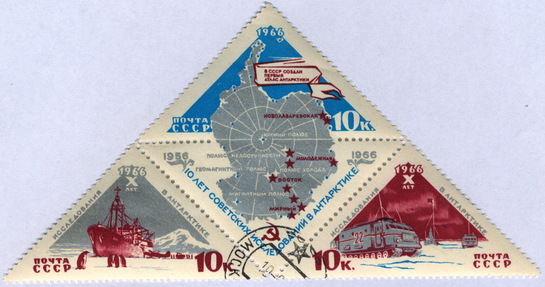
Bloc de timbre poștale din 1966, dedicat împlinirii a 10 ani de expediții Antarctice Sovietice

Expediția Antarctică Sovietică (în rusă: Советская Антарктическая экспедиция, САЭ) a fost o organizație ce a efectuat expediții în Antarctica pentru Uniunea Sovietică.